# Jorge Humberto Rodríguez Álvarez
Jorge Humberto Rodríguez Álvarez (San Alejo, La Unión, 20 de mayo de 1971) es un exfutbolista y director técnico salvadoreño que actualmente dirige al Isidro Metapan.

## Futbolista
Comenzó su trayectoria en el Club Deportivo huracán de la Segunda División de El Salvador. Profesionalmente su carrera empezó en el año 1990 con el Isidro Metapán. En 1992 pasaría al Club Deportivo FAS y en 1997 al Dallas Burn de la Major League Soccer de los Estados Unidos. En 2001 regresaría a El Salvador para jugar con el Alianza de San Miguel. Al año siguiente vuelve a jugar por el FAS. Entre 2003 y 2005 vestiría la camisa de Águila, y entre 2005 y 2006 la de Alianza. Se retiraría en 2008 defendiendo los colores de Isidro Metapán.

### Selección nacional
Fue internacional con la Selección de fútbol de El Salvador en 71 ocasiones y marcó 9 goles con la camiseta.

#### Goles internacionales
| # | Fecha                   | Lugar                                          | Rival      | Gol | Resultado | Competición        |
| - | ----------------------- | ---------------------------------------------- | ---------- | --- | --------- | ------------------ |
| 1 | 12 de noviembre de 1995 | Estadio Flor Blanca, San Salvador, El Salvador | Yugoslavia | 1–2 | 1–4       | Amistoso           |
| 2 | 10 de diciembre de 1995 | Estadio Cuscatlán, San Salvador, El Salvador   | Costa Rica | 2–0 | 2–1       | Copa UNCAF 1995    |
| 3 | 1 de diciembre de 1996  | Estadio Cuscatlán, San Salvador, El Salvador   | Cuba       | 3–0 | 3–0       | Elim. Mundial 1998 |
| 4 | 5 de marzo de 2000      | Estadio Cuscatlán, San Salvador, El Salvador   | Belice     | 2–0 | 5–0       | Elim. Mundial 2002 |
| 5 | 16 de abril de 2000     | Estadio de la Gente, Orange Walk Town, Belice  | Belice     | 3–0 | 3–1       | Elim. Mundial 2002 |
| 6 | 15 de noviembre de 2000 | Estadio Cuscatlán, San Salvador, El Salvador   | Jamaica    | 2–0 | 2–0       | Elim. Mundial 2002 |
| 7 | 23 de mayo de 2001      | Estadio Excelsior, Puerto Cortés, Honduras     | Nicaragua  | 1–0 | 3–0       | Copa UNCAF 2001    |
| 8 | 23 de mayo de 2001      | Estadio Excelsior, Puerto Cortés, Honduras     | Nicaragua  | 3–0 | 3–0       | Copa UNCAF 2001    |
| 9 | 18 de agosto de 2004    | Estadio Cuscatlán, San Salvador, El Salvador   | Panamá     | 2–1 | 2–1       | Elim. Mundial 2006 |

## Entrenador

### Isidro Metapán
El 25 de marzo de 2013 se convirtió en director técnico del Isidro Metapán. Al torneo siguiente (Apertura 2013) lideró al equipo a conseguir el octavo título de su historia. También hizo campeón a los Jaguares durante los torneos Clausura 2014 y Apertura 2014 de la Primera División de El Salvador.

### Selección de El Salvador
El 21 de agosto de 2015 fue nombrado director técnico interino de la Selección de fútbol de El Salvador.

### Alianza
El 20 de diciembre de 2016, la dirigencia del equipo capitalino Alianza F.C. anunció la designación de Jorge "Zarco" Rodríguez como nuevo entrenador en sustitución de Milton "Tigana" Meléndez

## Clubes

### Como futbolista
| Club           | País           | Año         | Partidos | Goles |
| -------------- | -------------- | ----------- | -------- | ----- |
| Huracán        | El Salvador    | 1989 - 1990 |          |       |
| Metapán        | El Salvador    | 1990 - 1991 |          |       |
| FAS            | El Salvador    | 1992 - 1997 |          |       |
| Dallas Burn    | Estados Unidos | 1997 - 2001 | 149      | 23    |
| Águila         | El Salvador    | 2001        |          |       |
| Dallas Burn    | Estados Unidos | 2002        | 24       | 4     |
| FAS            | El Salvador    | 2002 - 2003 |          | 4     |
| Águila         | El Salvador    | 2003 - 2005 |          |       |
| Alianza        | El Salvador    | 2005 - 2006 |          |       |
| Isidro Metapán | El Salvador    | 2007 - 2008 | 36       | 4     |

### Carrera como legionario
Actualizado al último partido jugado el 31 de diciembre de 2002.
| Club                       | Div.                | Temporada           | Liga  | Liga  | Copas nacionales | Copas nacionales | Copas internacionales | Copas internacionales | Total | Total |
| Club                       | Div.                | Temporada           | Part. | Goles | Part.            | Goles            | Part.                 | Goles                 | Part. | Goles |
| -------------------------- | ------------------- | ------------------- | ----- | ----- | ---------------- | ---------------- | --------------------- | --------------------- | ----- | ----- |
| Dallas Burn Estados Unidos | 1.ª                 | 1997                | 27    | 4     | -                | -                | -                     | -                     | 27    | 4     |
| Dallas Burn Estados Unidos | 1.ª                 | 1998                | 32    | 4     | -                | -                | -                     | -                     | 32    | 4     |
| Dallas Burn Estados Unidos | 1.ª                 | 1999                | 36    | 4     | -                | -                | -                     | -                     | 36    | 4     |
| Dallas Burn Estados Unidos | 1.ª                 | 2000                | 27    | 5     | -                | -                | -                     | -                     | 27    | 5     |
| Dallas Burn Estados Unidos | 1.ª                 | 2001                | 27    | 6     | -                | -                | -                     | -                     | 27    | 6     |
| Dallas Burn Estados Unidos | 1.ª                 | 2002                | 24    | 4     | -                | -                | -                     | -                     | 24    | 4     |
| Dallas Burn Estados Unidos | Total               | Total               | 173   | 27    | 0                | 0                | 0                     | 0                     | 173   | 27    |
| Total en su carrera        | Total en su carrera | Total en su carrera | 173   | 27    | 0                | 0                | 0                     | 0                     | 173   | 27    |

### Como entrenador
| Club                     | País        | Año             |
| ------------------------ | ----------- | --------------- |
| Isidro Metapán           | El Salvador | 2013 - 2016     |
| Selección de El Salvador | El Salvador | 2015            |
| Alianza                  | El Salvador | 2016 - 2019     |
| Cobán Imperial           | Guatemala   | 2019 - 2020     |
| FAS                      | El Salvador | 2020 - 2022     |
| Isidro Metapan           | El Salvador | 2023 - presente |

## Estadísticas como entrenador en clubes
| Equipo                     | Div.                 | Torneo               | Estadísticas | Estadísticas | Estadísticas | Estadísticas | Estadísticas | Estadísticas | Estadísticas | Estadísticas |
| Equipo                     | Div.                 | Torneo               | PD           | G            | E            | P            | GF           | GC           | DG           | Ef%          |
| -------------------------- | -------------------- | -------------------- | ------------ | ------------ | ------------ | ------------ | ------------ | ------------ | ------------ | ------------ |
| Isidro Metapán El Salvador | 1.ª                  | Clausura 2013        | 8            | 4            | 4            | 0            | 8            | 3            | +5           | 66.67%       |
| Isidro Metapán El Salvador | 1.ª                  | Apertura 2013        | 21           | 8            | 9            | 4            | 30           | 26           | +4           | 52.38%       |
| Isidro Metapán El Salvador | 1.ª                  | Clausura 2014        | 21           | 12           | 5            | 4            | 32           | 16           | +16          | 65.08%       |
| Isidro Metapán El Salvador | 1.ª                  | Apertura 2014        | 21           | 9            | 8            | 4            | 23           | 21           | +2           | 55.55%       |
| Isidro Metapán El Salvador | 1.ª                  | Clausura 2015        | 21           | 11           | 3            | 7            | 30           | 17           | +13          | 57.14%       |
| Isidro Metapán El Salvador | 1.ª                  | Apertura 2015        | 26           | 12           | 7            | 7            | 44           | 19           | +25          | 55.13%       |
| Isidro Metapán El Salvador | 1.ª                  | Clausura 2016        | 24           | 6            | 12           | 6            | 27           | 27           | 0            | 41.67%       |
| Isidro Metapán El Salvador | 1.ª                  | Apertura 2016        | 24           | 9            | 7            | 8            | 34           | 29           | 5            | 47.22%       |
| Isidro Metapán El Salvador | Total                | Total                | 166          | 71           | 55           | 40           | 228          | 158          | +70          | 53.81%       |
| Alianza El Salvador        | 1.ª                  | Clausura 2017        | 27           | 16           | 6            | 5            | 44           | 25           | +19          | 66.67%       |
| Alianza El Salvador        | 1.ª                  | Apertura 2017        | 27           | 16           | 11           | 0            | 60           | 22           | +38          | 72.84%       |
| Alianza El Salvador        | 1.ª                  | Clausura 2018        | 27           | 21           | 3            | 3            | 48           | 16           | +32          | 81.48%       |
| Alianza El Salvador        | 1.ª                  | Apertura 2018        | 27           | 15           | 10           | 2            | 54           | 20           | +34          | 67.9%        |
| Alianza El Salvador        | 1.ª                  | Clausura 2019        | 27           | 17           | 6            | 4            | 56           | 18           | +38          | 70.37%       |
| Alianza El Salvador        | Total                | Total                | 135          | 85           | 36           | 14           | 262          | 101          | +161         | 71.85%       |
| Cobán Imperial El Salvador | 1.ª                  | Apertura 2019        | 24           | 12           | 6            | 6            | 35           | 25           | +10          | 58.33%       |
| Cobán Imperial El Salvador | 1.ª                  | Clausura 2020        | 9            | 1            | 3            | 5            | 6            | 11           | -5           | 22.22%       |
| Cobán Imperial El Salvador | Total                | Total                | 33           | 13           | 9            | 11           | 41           | 36           | +5           | 48.48%       |
| FAS El Salvador            | 1.ª                  | Clausura 2020        | 1            | 1            | 0            | 0            | 2            | 1            | +1           | 100%         |
| FAS El Salvador            | 1.ª                  | Apertura 2020        | 20           | 10           | 5            | 5            | 27           | 20           | +7           | 58.33%       |
| FAS El Salvador            | 1.ª                  | Clausura 2021        | 21           | 8            | 7            | 6            | 29           | 29           | 0            | 49.21%       |
| FAS El Salvador            | 1.ª                  | Apertura 2021        | 11           | 8            | 1            | 2            | 23           | 8            | +15          | 75.76%       |
| FAS El Salvador            | Total:               | Total:               | 53           | 27           | 13           | 13           | 81           | 58           | +23          | 59.12%       |
| Total en sus equipos       | Total en sus equipos | Total en sus equipos | 387          | 196          | 113          | 78           | 612          | 353          | +259         | 62.10%       |

*Actualizado el 26 de septiembre de 2021. 

## Palmarés

### Como futbolista
| Título           | Club           | País           | Año  |
| ---------------- | -------------- | -------------- | ---- |
| Primera División | FAS            | El Salvador    | 1995 |
| Primera División | FAS            | El Salvador    | 1996 |
| U.S. Open Cup    | Dallas Burn    | Estados Unidos | 1997 |
| Copa Presidente  | Águila         | El Salvador    | 2000 |
| Primera División | Águila         | El Salvador    | 2000 |
| Primera División | Águila         | El Salvador    | 2001 |
| Primera División | Isidro Metapán | El Salvador    | 2007 |
| Primera División | Isidro Metapán | El Salvador    | 2008 |

### Como entrenador
| Título                 | Club           | País        | Año  |
| ---------------------- | -------------- | ----------- | ---- |
| Primera División       | Isidro Metapán | El Salvador | 2013 |
| Primera División       | Isidro Metapán | El Salvador | 2014 |
| Primera División       | Isidro Metapán | El Salvador | 2014 |
| Primera División       | Alianza        | El Salvador | 2017 |
| Primera División       | Alianza        | El Salvador | 2018 |
| Primera División       | FAS            | El Salvador | 2021 |
| \| Primera División \| | Alianza        | El Salvador | 2024 |
| Primera División       |                |             |      |